# Maaske Dome
Der Maaske Dome ist eine vereiste, kuppelförmige und 3 km lange Erhebung im westantarktischen Marie-Byrd-Land. Im Transantarktischen Gebirge ragt er im nördlichen Teil des California-Plateaus auf.
Der United States Geological Survey kartierte ihn anhand eigener Vermessungen und Luftaufnahmen der United States Navy aus den Jahren von 1960 bis 1963. Das Advisory Committee on Antarctic Names benannte ihn 1967 nach Leutnant Gary L. Maaske (* 1931), Hubschrauberpilot auf der McMurdo-Station zwischen 1962 und 1963 sowie von 1963 bis 1964.